# Dietrich Evers
Dietrich Evers  (* 13. Juni 1913 in Hildesheim; † 28. April 2009 in Niedernhausen) war ein deutscher Archäologe, Künstler, Illustrator und Autor.

## Leben
Am 13. Juni 1913 wurde Dietrich Evers (eigentlich: Dieter Evers) in Hildesheim geboren. In seiner Jugend betätigte er sich in jugendbewegten Kreisen und wurde Mitglied des Jungnationalen Bundes (Junabu) und des Deutschen Pfadfinderbundes. Der Entwurf von Briefklebemarken des Deutschen Pfadfinderbundes zur Siebenbürgen-Hilfe stammt beispielsweise aus seiner Hand. Zudem wirkte er teilweise bis in die Verbotszeit an den jungenschaftlichen Zeitschriften Lagerfeuer, Speerwacht und Spur mit. Hierfür und für andere „bündische Umtriebe“ kam er mehrfach in Haft. Evers studierte als Meisterschüler an der Leipziger Kunstakademie bei Hugo Steiner-Prag. Während dieser Zeit engagierte er sich in der jugendbewegt-reformierten Hochschulgilde Kursachsen. Später arbeitete er als Grafiker und Buchhersteller in Berlin. 1939 heiratete er Christine Evers (geb. Rothfuchs), welche 1946 verstarb. Aus dieser Ehe gingen eine Tochter und ein Sohn hervor.
Während des Krieges war er Offizier der Panzertruppe und nach einer Verwundung als Bildprüfer der Wehrmacht tätig. In dieser Funktion rettete er zum Kriegsende Bild-Archive vor der Vernichtung, indem er sich über einen Vernichtungsbefehl hinwegsetzte und das Material aus Berlin nach Süddeutschland evakuieren ließ. Dort wurden die Negative vorerst den Amerikanern und letztlich dem Bundesarchiv übergeben.
Nach dem Krieg ließ er sich in Naurod bei Wiesbaden nieder und wurde Werbebeauftragter einer Offsetmaschinenfabrik in Offenbach, danach Buchgestalter, Übersetzer und Autor verschiedener Verlage.
Er widmete sich als Autodidakt der Archäologie, insbesondere der Erforschung von Felsbildern. Zusammen mit seiner Partnerin Anneliese Menger (geb. Kunze, oft genannt: Evers) dokumentierte er mittels Frottagen Felszeichnungen auf der ganzen Welt, unter anderem in Skandinavien, im Alpenraum und in Nordamerika. Eine erste Publikation zu diesem Thema erschien von ihm 1981 unter dem Titel „Felsbilder in den Alpen“. Einen Teil seiner Aufzeichnungen übernahm die Universität Göteborg 2003 in ihre Bestände.
Eine weitere seiner Leidenschaften war die Experimentalarchäologie. Hier kamen ihm seine künstlerische Ausbildung und seine handwerkliche Begabung zugute. So entwarf und rekonstruierte er basierend auf Felsritzungen und Zeichnungen Gebrauchsgegenstände wie Masken, Wagen, Wurfhölzer, Boote bis hin zu Häusern, um deren Tauglichkeit zu prüfen. In Deutschland war er einer der ersten, die sich diesem Zweig der Archäologie zuwandten. In seinem Werk „Bumerangs rings um die Erde“ (2004) spürt Evers der Frage nach den Ursprüngen von Wurfhölzern und zurückfliegenden Bumerangs nach. Hierzu konnte er durch archäologische Artefakte und prähistorische Darstellungen aufzeigen, dass sich diese frühe Wurfwaffe in der Kulturgeschichte auf allen Kontinenten nachweisen lässt. Zudem gelang es ihm herauszuarbeiten, dass die Bedeutung der Bumerangs vielerorts weit über die eigentliche Nutzung als Jagdinstrument hinausging und teils mystisch-religiösen Charakter besaß. Schon 1999 übergab Evers ein Großteil seiner Rekonstruktionen an das Tanums Hällristnings Museum in Schweden. Von 1987 bis 2004 hatte Evers zahlreiche Artikel in der Zeitschrift Adoranten des Museums (Scandinavian Society for Prehistoric Art) publiziert. 1994 wurden ausgewählte Plätze der Felsritzungen von Tanum auch durch sein Zutun in die UNESCO-Liste des Weltkulturerbes aufgenommen.
Dass Feldbildforschung und experimentelle Archäologie durchaus miteinander verknüpft sind, zeigt exemplarisch dieser Werbetext einer Sonderausstellung unter dem Titel Prähistorische Felsbilder Skandinaviens (1989–1990) in Mannheim:

„Das oberflächliche Einschlagen („Picken“) der Felsbilder in Granit- oder Gneis-Ortsfels mit angespitzten Feuersteingeräten war für die Menschen der Vorzeit so mühsam, daß sie das Motiv stets nur auf einfachste Linien reduziert haben. Für uns Zeitgenossen moderner Bildmedien, überfüttert mit Informationen vielfältigster Art, sind Felsbilder oft nur schwer lesbar. Deshalb begann das Ehepaar Evers, die Botschaft der gravierten Linien experimentell in rekonstruierte Gegenstände zu übersetzen: In Waffen, die ihre Wirkung zeigen können, in Bumerangs des hohen Nordens, die wirklich zurückkommen, in Fallen, die funktionieren; und selbst eine Rekonstruktion des ältesten Bootes der Erde, Jahrgang 9.000 v. Chr., wurde auf dem Wasser erprobt.“

Evers war im Wissenschaftlichen Beirat von StoneWatch (Gesellschaft zur Erfassung vor- und frühzeitlicher Felsbilder) tätig. Auch in seiner neuen Heimatgemeinde war Dietrich Evers recht aktiv. So entwarf er unter anderem das örtliche Partnerschaftsmal der französischen Gemeinde Fondettes mit seiner Heimatgemeinde Naurod, welches am 7. Mai 1978 eingeweiht wurde. Zudem finden sich am Nauroder Bürgerhaus ein Mosaik und an der örtlichen Kindertagesstätte ein Begrüßungsstein des Künstlers. Am 28. April 2009 verstarb Dietrich Evers im Alter von 95 Jahren in Niedernhausen.

## Publikationen
- Dieter Evers: Panzer schließen den Ring, Enßlin & Laiblin, Reutlingen 1939
- Dieter Evers: Die Straße brennt: Panzerjäger in Sowjetrußland, Bertelsmann 1942
- Dietrich Evers: Die verhexte Seifenkiste, Pappbilderbuch, Kesselring, Wiesbaden 1950
- Dietrich Evers: Die Stinkbombenfabrik: Ein Kallewitt-Buch, Voggenreiter Verlag, Bad Godesberg 1951
- Dietrich Evers: Das Geheimnis am Madre de Dios (Spannende Geschichten, Heft 27), Bertelsmann 1952
- Dietrich Evers: Felsbilder in den Alpen. Eine Dokumentation, Begleitbuch zur Ausstellung, Selbstverlag, Regensburg 1981
- Dietrich Evers: Jäger und Bauern. Felsbilder der Vorzeit. Begleitbuch zur Ausstellung im Landesmuseum 1982, Staatliche Kunstsammlungen Kassel, Kassel 1982
- Dietrich Evers: Vom Kultstab bis zum Steckenpferd: Der magisch-kosmologische Geisterflug durch die Jahrtausende, Hagenberg, Hornburg 1985, ISBN 978-3-922541-17-2
- Dietrich Evers: Felsbilder arktischer Jägerkulturen des steinzeitlichen Skandinaviens, Franz Steiner Verlag, Wiesbaden 1988, ISBN 3-515-05070-1
- Dietrich Evers: Die ältesten Wagenbilder Europas. Gravuren im Steinkammergrab von Züschen in Nordhessen – Versuch einer Deutung. Zur Ausstellung im Hessischen Landesmuseum Kassel 8. Mai – 24. Juli 1988, Gutenberg, Melsungen 1988
- Dietrich Evers: Felsbilder, Botschaften der Vorzeit, Urania, Leipzig 1991, ISBN 3-332-00482-4
- Dietrich Evers: Magie der Bilder: Prähistorische skandinavische Felsgravuren, Pulsar, Warmsroth 1995
- Dietrich Evers: Doch das Leben geht weiter: Erlebte Nauroder Geschichten 1945/46. CDU-Stadtbezirksverband Wiesbaden-Naurod, Wiesbaden 1996
- Dietrich Evers: Die wahre Entdeckung Amerikas, Beier & Beran, Langenweißbach 2000
- Dietrich Evers: Berge & Boote: Arbeiten aus dem Schaffen des Felsbildforschers Dietrich Evers. Eine Dokumentation aus Jahrtausenden, Beier & Beran, Langenweißbach 2001
- Dietrich Evers: Bumerangs rings um die Erde, Beier & Beran, Langenweißbach 2004, ISBN 3-937517-02-2

## Mitwirkung
- Dietrich Evers; Gerhard Bosinski: Jagd im Eiszeitalter, Rheinland Verlag, Köln 1979
- Dietrich Evers; Siegfried Stölting: Das Boot aus der Tundra: Eiszeitjäger vor 10000 Jahren, H. M. Hauschild, Bremen 1984, ISBN 3-920699-53-X
- Dietrich Evers; Torsten Capelle: Geschlagen in Stein: Skandinavische Felsbilder der Bronzezeit, Lax, Hildesheim 1985
- Dietrich Evers; Lothar Wanke: Felsbild und Sternbild II, Melzer, Wien 1995

## Illustration
- Martin Luserke: Groen Oie am grauen Strom und die Bauern vom Hanushof. (Umschlaggestaltung von Dieter Evers), Ludwig Voggenreiter Verlag, Potsdam 1935
- Heinz Ohlendorf (Autor), Karl Seidelmann (Herausgeber) (Figurenentwürfe von Dieter Evers, Spielanweisung Heinz Ohlendorf): Baron von Hüpfenstich. Ein Schattenspiel nach dem Märchen von Clemens Brentano. (Spiele der Jugend und Laienbühne; Heft 36), Voggenreiter Verlag, Potsdam 1935
- Achim von Arnim (Autor), Karl Seidelmann (Herausgeber) (Figurenentwürfe von Dieter Evers, Bearbeitung und Spielanweisung Heinz Ohlendorf): Das Loch. Ein Schattenspiel. (Spiele der Jugend und Laienbühne; Heft 37), Voggenreiter Verlag, Potsdam 1935
- Martin Luserke: Der erzwungene Bruder. Das schnellere Schiff. Sivard Einauge. Nordland-Geschichten. (Umschlaggestaltung: Dieter Evers). Ludwig Voggenreiter Verlag, Potsdam 1936
- Martin Luserke (mit Illustrationen von Dietrich Evers): Wikinger. Eine Trilogie. Band 1: Der eiserne Morgen. Voggenreiter Verlag, Potsdam 1938
- Wilhelm E. Asbeck: Schloß Bergedorf in sturmbewegter Zeit. Wibe Balje, eine Erzählung aus Alt-Brunsbüttel. (Textzeichnungen von Dieter Evers). Gerdes Verlag, Berlin 1938
- Adolf Beiß: Kleine Weltfuge. Gedichte. (Einbandzeichnung von Dieter Evers). Voggenreiter Verlag, Potsdam 1938
- Josef Prestel: Württembergische Sagen. (Illustrationen von Otto Quante und Dieter Evers). Verlag Schneider, Berlin, Leipzig 1939
- Martin Luserke: Windvögel in der Nacht. Geschichten von der Wattenküste. (Umschlaggestaltung von Dieter Evers). Ludwig Voggenreiter Verlag, Potsdam 1940
- Hans Baumann, Ferdinand Lorenz (Herausgeber) (mit Zeichnungen von Leutnant Dieter Evers): Morgen marschieren wir: Liederbuch der deutschen Soldaten. Im Auftrag des Oberkommandos der Wehrmacht, Voggenreiter Verlag, Potsdam 1941
- Meno Holst: Dieter und Hans im Amboland. Erzählung aus Südwestafrika. (Karten und Skizzen von Dieter Evers). Voggenreiter Verlag, Bad Godesberg 1950
- Hans Blüher: Karl Fischers Tat und Untergang. Zur Geschichte der deutschen Jugendbewegung. (mit einer Zeichnung Fischers von Dieter Evers nach einer Bleizeichnung von Graf). Voggenreiter Verlag, Bad Godesberg 1952
- Otto Goldmann: Das Mädchen Mieke Roman. (Einbandzeichnung von Dietrich Evers, Naurod). Lahn-Verlag, Limburg 1952
- Franz Ludwig Neher: F 21 - Rheinpfeil : Ein Buch vom Dienst bei der Bahn. (Textzeichnungen von Dietrich Evers). Weite Welt-Bücherei, Band 1. Franckh, Stuttgart 1953
- Consilia Maria Lakotta: S-O-S Wir landen im Kloster (Umschlagzeichnung von Dietrich Evers). Lahn 1955
- Knut Hamsun: Pan. Roman. (Einband von Dietrich Evers). Deutsche Buch Gemeinschaft, Berlin, Darmstadt 1957
- Theodor Müller-Alfeld (mit Illustrationen von Dietrich Evers): Das Europa-Reisebuch. [Bd. 1]. Die Alpenländer: Schweiz. Österreich. Oberitalien. Südostfrankreich, Deutsche Buch Gemeinschaft, Darmstadt 1958
- Daniel Defoe (Einbandentwurf von Dietrich Evers): eben und wundersame Abenteuer des Robinson Crusoe von ihm selbst erzählt, Deutsche Buch Gemeinschaft, Darmstadt 1958
- Boris Pasternak (Einbandentwurf von Dietrich Evers): Doktor Schiwago. Roman von Boris Pasternak. Erstes Buch und Zweites Buch, Deutsche Buch Gemeinschaft, Berlin 1960
- Jack London (Einbandentwurf von Dietrich Evers): An der weißen Grenze, Deutsche Buch Gemeinschaft, Berlin 1960
- Dana Faralla: Die schwarzen Pferde. (Einbandgestaltung von Dietrich Evers). Universitas Verlag, Berlin 1960
- Edzard Schaper: Der Gouverneur oder der glückselige Schuldner. Roman. (Einbandentwurf von Dietrich Evers). Deutsche Buch Gemeinschaft, Berlin 1961
- Theodor Müller-Alfeld (mit Illustrationen von Dietrich Evers): Das Deutsche Reisebuch. Reisen und Wanderungen durch Deutschlands schönste Landschaften, Safari Verlag, 1962
- Theodor Müller-Alfeld (mit Illustrationen von Dietrich Evers): Das Europa-Reisebuch. Bd. 4. Nordfrankreich: Belgien. Niederlande. Luxemburg, Deutsche Buch Gemeinschaft, Darmstadt 1961
- Theodor Müller-Alfeld, Werner Fricke (mit Zeichnungen von Dietrich Evers): Spanien, Portugal : Landschaften und Städte in 260 Photos. Deutsche Buch Gemeinschaft, Berlin, Darmstadt, Wien 1962
- Walter Christaller: Skandinavien. Dänemark. Norwegen. Schweden. Finnland. (mit Textzeichnungen von Dietrich Evers). Deutsche Buch Gemeinschaft, Darmstadt 1965
- Theodor Müller-Alfeld (mit Textzeichnungen von Dietrich Evers): Burgen in Deutschland, Österreich und der Schweiz. Deutsche Buch Gemeinschaft, Berlin, Darmstadt, Wien 1967
- Hans Georg Prager: Zu Schiff durch Europa. (Textzeichnungen von Dietrich Evers). Koehler, Herford 1973
- Mark Twain: Tom Sawyer und Huckleberry Finn - Abenteuer am Mississippi. (mit einer Karte von Dietrich Evers). Enßlin & Laiblin, Reutlingen 1985

## Ehrungen
- Verdienstmedaille der Bundesrepublik Deutschland (1989)
- Ehrenmitgliedschaft der Scandinavian Society for Prehistoric Art (1994)[7]
- Ehrenprofessur (Prof. h.c.)[8]

## Ergänzendes
Sein Interesse an vorgeschichtlicher Kunst und Technologie dürfte Dietrich Evers motiviert haben, eine alte Lötschentaler Maske nachzubilden.

## Links
- Literatur von und über Dietrich Evers im Katalog der Deutschen Nationalbibliothek
- Gerhard Milstreu: Dietrich Evers´ Gespräche mit den Mächten – Ein Bilderbuch ohne Worte[10]